# ژان نوزدهم

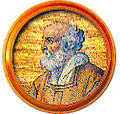
پاپ ژان نوزدهم

پاپ ژان نوزدهم (به انگلیسی: John XIX) یکی از پاپ‌های کلیسای کاتولیک رم بود که در رم به دنیا آمد و از ۱۰۲۴ تا ۱۰۳۲ میلادی پاپ بود.